# Before the Fever
Before the Fever è un brano musicale della musicista canadese Grimes, pubblicato il 21 febbraio 2020, presente dal quinto album in studio Miss Anthropocene.